# RSC Anderlecht in het seizoen 1965/66
Een overzicht van RSC Anderlecht in het seizoen 1965/66, waarin de club kampioen werd en de bekerfinale bereikte.

## Gebeurtenissen
Anderlecht haalde voor het seizoen 1965/66 twee versterkingen uit Nederland. De 20-jarige spits Jan Mulder werd ontdekt bij het bescheiden Winschoten VV en bij topclub Feyenoord werd Oranje-international Gerard Bergholtz weggeplukt. Daarnaast trok de club ook Julien Kialunda aan. De Zaïrese verdediger speelde vijf seizoenen voor de rivalen van Union Saint-Gilloise.
Onder leiding van trainer Pierre Sinibaldi ging Anderlecht op zoek naar zijn derde landstitel op rij. De Brusselaars kregen verrassend concurrentie van Sint-Truidense VV, dat onder leiding van de jonge Brusselse trainer Raymond Goethals handig gebruik maakte van de buitenspelval. Op de vierde speeldag ging Anderlecht met 2-0 verliezen op het veld van STVV. De wedstrijd werd in Limburg bijgewoond door 22.000 supporters.
Anderlecht nam na Nieuwjaar sportieve wraak. STVV werd in het Stade Emile Versé met 6-0 ingeblikt. Jan Mulder blonk uit en maakte het elftal van Goethals in met vijf treffers.
In februari 1966 kreeg Anderlecht een zware klap te verwerken. De getalenteerde libero Laurent Verbiest kwam om het leven bij een auto-ongeluk. De 26-jarige international reed op een avond van Mechelen naar Oostende en vloog onderweg met zijn auto uit de bocht.
Enkele weken na het overlijden van Verbiest stond de derby tegen Daring Club de Bruxelles op het programma. In de 84e minuut vond Marcel Fluche, toenmalig voorzitter van Daring, dat zijn team benadeeld werd. Anderlecht kreeg een betwistbare strafschop, die door Jef Jurion werd omgezet. Fluche liet zijn spelers vervolgens het veld verlaten, waardoor Anderlecht uiteindelijk met een forfaitscore (5-0) zou winnen.
Op de laatste speeldag won Anderlecht voor eigen volk met 12-0 van Cercle Brugge. Het is tot op heden de grootste competitiezege voor de club in Eerste Klasse. Zowel Paul Van Himst als Jacques Stockman scoorde in het duel vier doelpunten. Anderlecht werd uiteindelijk kampioen met zeven punten voorsprong op STVV en Standard Luik. Van Himst werd tijdens het seizoen beloond met de Gouden Schoen. Het was de derde keer dat hij de voetbaltrofee in ontvangst mocht nemen. Daardoor werd hij (tijdelijk) alleen recordhouder.
In de beker bereikte Anderlecht zonder een doelpunt te incasseren de finale. Net als een jaar eerder was aartsrivaal Standard de tegenstander. De Luikenaars wonnen ditmaal met 1-0 dankzij een treffer van Nico Dewalque.
In de Europacup I begon Anderlecht met een scoreloos gelijkspel op het veld van Fenerbahçe. Dat werd in de terugwedstrijd rechtgezet door met 5-1 te winnen. Een ronde later werd het bescheiden Derry City uit Ierland uitgeschakeld. In de kwartfinale volgde een confrontatie tegen recordhouder Real Madrid, dat over sterspelers als Amancio en Francisco Gento beschikte. Anderlecht won in het Astridpark met 1-0 dankzij een vroeg doelpunt van Van Himst. In Madrid kwam Anderlecht 4-0 achter en zag het hoe een doelpunt van Mulder om een onduidelijke reden werd afgekeurd door de Franse scheidsrechter José Barberan. Het werd nog even spannend door de late treffers van Jurion en Wilfried Puis, maar uiteindelijk was het Real dat aan het langste eind trok. Achteraf werd de naam Barberan in België een synoniem voor scheidsrechterlijke dwalingen.

## Spelerskern
| Naam                 | Nationaliteit     | Geboortedatum | Vorige club                      |
| -------------------- | ----------------- | ------------- | -------------------------------- |
| Keepers              |                   |               |                                  |
| Gerhard Mair         | Oostenrijk        | 27-05-1942    | Club Brugge (1964–1965)          |
| Jean Trappeniers     | België            | 13-01-1942    | /                                |
| Hugo Van den Bossche | België            | 02-11-1947    | /                                |
| Verdedigers          |                   |               |                                  |
| Jean Cornelis        | België            | 02-08-1941    | /                                |
| Georges Heylens      | België            | 08-08-1941    | /                                |
| Julien Kialunda      | Congo-Leopoldstad | 24-04-1940    | Union Saint-Gilloise (1960–1965) |
| François Konter      | Luxemburg         | 20-02-1934    | Chiers Rodange (1950–1961)       |
| Raoul Oger           | België            | 17-08-1944    | /                                |
| Jean Plaskie         | België            | 24-08-1941    | /                                |
| Jacques Taelemans    | België            | 24-07-1945    | /                                |
| Laurent Verbiest †   | België            | 25-11-1956    | AS Oostende (1956–1960)          |
| Wantuil da Trindade  | Brazilië          | 28-08-1942    | Defensor Lima (–1965)            |
| Middenvelders        |                   |               |                                  |
| Jorge Cayuela        | Spanje            | 19-09-1944    | RE Virton (1961–1964)            |
| Pierre Hanon         | België            | 29-12-1936    | /                                |
| Jef Jurion           | België            | 24-02-1937    | FC Ruisbroek (1953–1954)         |
| Zacharie Konkwe      | Congo-Leopoldstad | 09-01-1943    | RE Virton (1960–1963)            |
| Martin Lippens       | België            | 08-10-1934    | /                                |
| Abdou Louzani        | Marokko           | 13-07-1945    | /                                |
| Aanvallers           |                   |               |                                  |
| Gerard Bergholtz     | Nederland         | 29-08-1939    | Feyenoord (1961–1965)            |
| Johan Devrindt       | België            | 14-04-1945    | Overpelt Fabriek (1962–1964)     |
| Moïse dos Santos     | Brazilië          | 05-04-1942    | niet bekend                      |
| Jan Mulder           | Nederland         | 04-05-1945    | Winschoten VV (1963–1965)        |
| Wilfried Puis        | België            | 18-02-1943    | VG Oostende (1959–1960)          |
| Jacques Stockman     | België            | 08-10-1938    | FC Ronse (1954–1957)             |
| Paul Van Himst       | België            | 20-10-1943    | /                                |

† Laurent Verbiest overleed op 2 februari 1966.

### Technische staf
| Functie         | Naam                | Nationaliteit |
| --------------- | ------------------- | ------------- |
| Coach           | Pierre Sinibaldi    | Frankrijk     |
| Assistent-coach | Arnold Deraeymaeker | België        |
| Conditietrainer | Michel Verschueren  | België        |
| Verzorger       | Jean Bauwens        | België        |
| Kinesitherapeut | Fernand Beeckman    | België        |

## Resultaten
Een overzicht van de competities waaraan Anderlecht in het seizoen 1965-1966 deelnam.
| Seizoen 1965/66  | Seizoen 1965/66 | Seizoen 1965/66                   |
| Competitie       | Resultaat       | Uitgeschakeld door / Tegenstander |
| ---------------- | --------------- | --------------------------------- |
| Eerste Klasse    | Kampioen        |                                   |
| Beker van België | Finalist        | Standard Luik                     |
| Europacup I      | Kwartfinale     | Real Madrid                       |

## Transfers

### Zomer
| Naam                | Nationaliteit     | Van/naar             | Type    |
| ------------------- | ----------------- | -------------------- | ------- |
| Inkomend            |                   |                      |         |
| Jan Mulder          | Nederland         | Winschoten VV        | Gekocht |
| Gerard Bergholtz    | Nederland         | Feyenoord            | Gekocht |
| Wantuil da Trindade | Brazilië          | Defensor Lima        | Gekocht |
| Julien Kialunda     | Congo-Leopoldstad | Union Saint-Gilloise | Gekocht |
| Gerhard Mair        | Oostenrijk        | Club Brugge          | Huur    |
| Uitgaand            |                   |                      |         |
| Gaston Van der Elst | België            |                      |         |

## Competitie

### Klassement
|         |    |                             | P  | W  | G  | V  | +  | -  | DS  | Ptn |
| ------- | -- | --------------------------- | -- | -- | -- | -- | -- | -- | --- | --- |
| K       | 1  | RSC Anderlechtois           | 30 | 21 | 5  | 4  | 88 | 18 | 70  | 47  |
|         | 2  | K. Sint-Truidense VV        | 30 | 18 | 4  | 8  | 43 | 29 | 14  | 40  |
| (beker) | 3  | R. Standard Club Liégeois   | 30 | 16 | 8  | 6  | 47 | 24 | 23  | 40  |
|         | 4  | R. Beerschot AC             | 30 | 15 | 9  | 6  | 45 | 29 | 16  | 39  |
|         | 5  | RFC Brugeois                | 30 | 12 | 11 | 7  | 56 | 39 | 17  | 35  |
|         | 6  | KFC Malinois                | 30 | 13 | 7  | 10 | 35 | 39 | −4  | 33  |
|         | 7  | ARA La Gantoise             | 30 | 11 | 8  | 11 | 47 | 62 | −15 | 30  |
|         | 8  | R. Tilleur FC               | 30 | 9  | 12 | 9  | 30 | 37 | −7  | 30  |
|         | 9  | RFC Liégeois                | 30 | 11 | 7  | 12 | 52 | 46 | 6   | 29  |
|         | 10 | R. Antwerp FC               | 30 | 11 | 7  | 12 | 43 | 44 | −1  | 29  |
|         | 11 | K. Lierse SK                | 30 | 8  | 10 | 12 | 30 | 40 | −10 | 26  |
|         | 12 | R. Racing White             | 30 | 8  | 8  | 14 | 36 | 47 | −11 | 24  |
|         | 13 | R. Daring Club de Bruxelles | 30 | 7  | 10 | 13 | 25 | 31 | −6  | 24  |
|         | 14 | K. Beeringen FC             | 30 | 7  | 6  | 17 | 26 | 51 | −25 | 20  |
| D       | 15 | R. Berchem Sport            | 30 | 4  | 10 | 16 | 24 | 52 | −28 | 18  |
| D       | 16 | RCS Brugeois                | 30 | 5  | 6  | 19 | 19 | 61 | −42 | 16  |

P: wedstrijden gespeeld, W: wedstrijden gewonnen, G: gelijke spelen, V: wedstrijden verloren, +: gescoorde doelpunten, -: doelpunten tegen, DS: doelsaldo, Ptn: totaal punten
K: kampioen, D: degradeert, (beker): bekerwinnaar

## Statistieken
De speler met de meeste wedstrijden is in het groen aangeduid, de speler met de meeste doelpunten in het geel.
| Naam                 | Eerste klasse | Eerste klasse | Beker van België | Beker van België | Europacup I | Europacup I | Totaal | Totaal |
| Naam                 | Wed           | Goals         | Wed              | Goals            | Wed         | Goals       | Wed    | Goals  |
| -------------------- | ------------- | ------------- | ---------------- | ---------------- | ----------- | ----------- | ------ | ------ |
| Gerard Bergholtz     | 10            | 1             | 2                | 2                | 2           | 0           | 14     | 3      |
| Jorge Cayuela        | 4             | 0             | 4                | 8                | 0           | 0           | 8      | 8      |
| Jean Cornelis        | 30            | 0             | 5                | 0                | 5           | 0           | 40     | 0      |
| Wantuil da Trindade  | 0             | 0             | 1                | 0                | 0           | 0           | 1      | 0      |
| Johan Devrindt       | 2             | 2             | 4                | 9                | 0           | 0           | 6      | 11     |
| Moïse dos Santos     | 0             | 0             | 1                | 0                | 0           | 0           | 1      | 0      |
| Pierre Hanon         | 25            | 6             | 5                | 5                | 4           | 1           | 34     | 12     |
| Georges Heylens      | 29            | 1             | 5                | 0                | 5           | 0           | 39     | 1      |
| Jef Jurion           | 29            | 5             | 5                | 0                | 5           | 2           | 39     | 7      |
| Julien Kialunda      | 22            | 1             | 6                | 0                | 3           | 0           | 31     | 1      |
| Zacharie Konkwe      | 0             | 0             | 0                | 0                | 0           | 0           | 0      | 0      |
| François Konter      | 1             | 0             | 1                | 0                | 0           | 0           | 2      | 0      |
| Martin Lippens       | 0             | 0             | 1                | 0                | 0           | 0           | 1      | 0      |
| Abdou Louzani        | 1             | 0             | 0                | 0                | 0           | 0           | 1      | 0      |
| Gerhard Mair         | 2             | 0             | 1                | 0                | 0           | 0           | 3      | 0      |
| Jan Mulder           | 21            | 20            | 2                | 7                | 3           | 3           | 26     | 30     |
| Raoul Oger           | 0             | 0             | 0                | 0                | 0           | 0           | 0      | 0      |
| Jean Plaskie         | 29            | 0             | 5                | 1                | 5           | 0           | 39     | 1      |
| Wilfried Puis        | 29            | 7             | 5                | 0                | 5           | 3           | 39     | 10     |
| Jacques Stockman     | 29            | 11            | 4                | 2                | 5           | 4           | 38     | 17     |
| Jacques Taelemans    | 2             | 0             | 0                | 0                | 0           | 0           | 2      | 0      |
| Jean Trappeniers     | 27            | 0             | 5                | 0                | 5           | 0           | 37     | 0      |
| Hugo Van den Bossche | 1             | 0             | 0                | 0                | 0           | 0           | 1      | 0      |
| Paul Van Himst       | 29            | 26            | 4                | 5                | 5           | 4           | 38     | 35     |
| Laurent Verbiest     | 8             | 0             | 0                | 0                | 3           | 0           | 11     | 0      |

## Individuele prijzen
| Prijs                      | Winnaar        |
| -------------------------- | -------------- |
| Gouden Schoen              | Paul Van Himst |
| Topscorer in Eerste Klasse | Paul Van Himst |

## Afbeeldingen

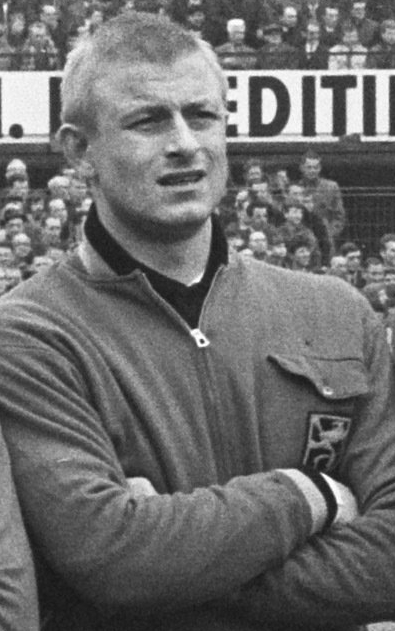
Jean Trappeniers (doelman)
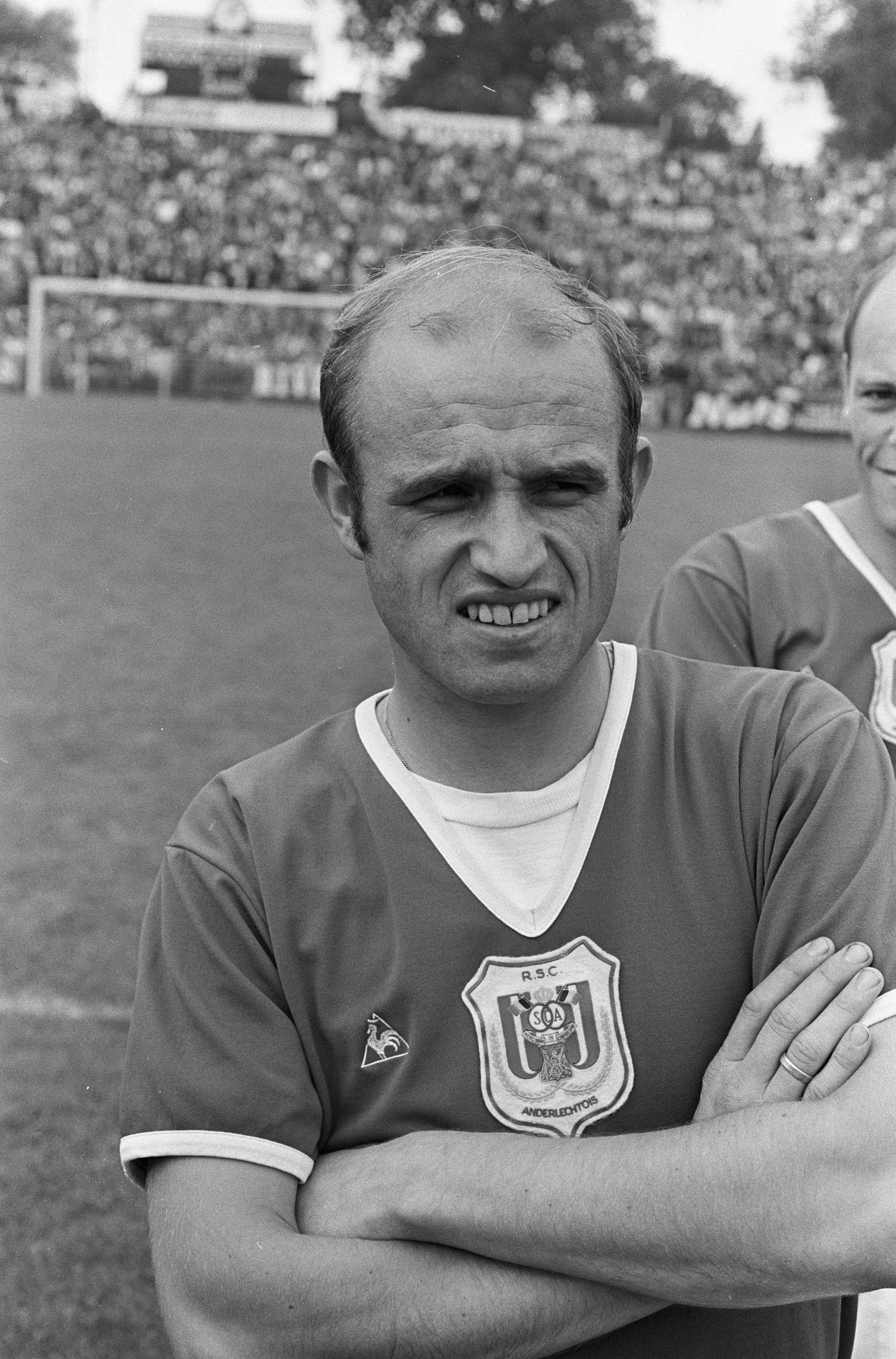
Georges Heylens (verdediger)
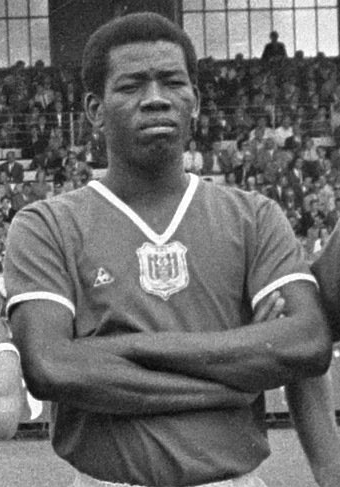
Julien Kialunda (verdediger)
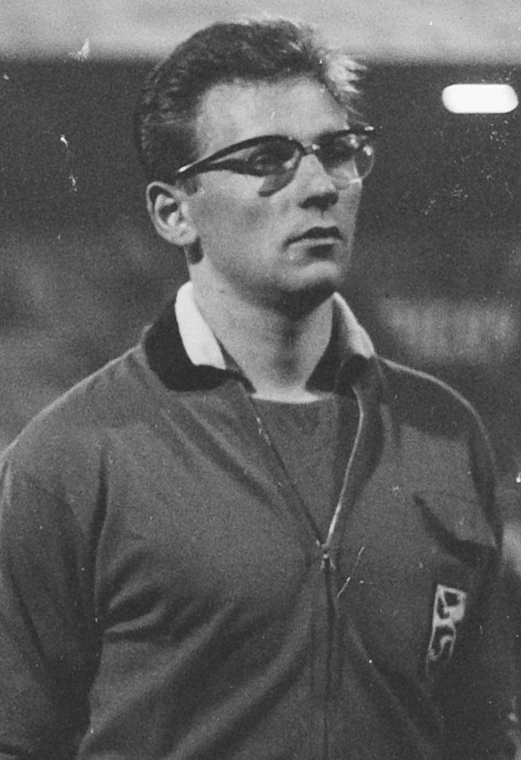
Jef Jurion (middenvelder)
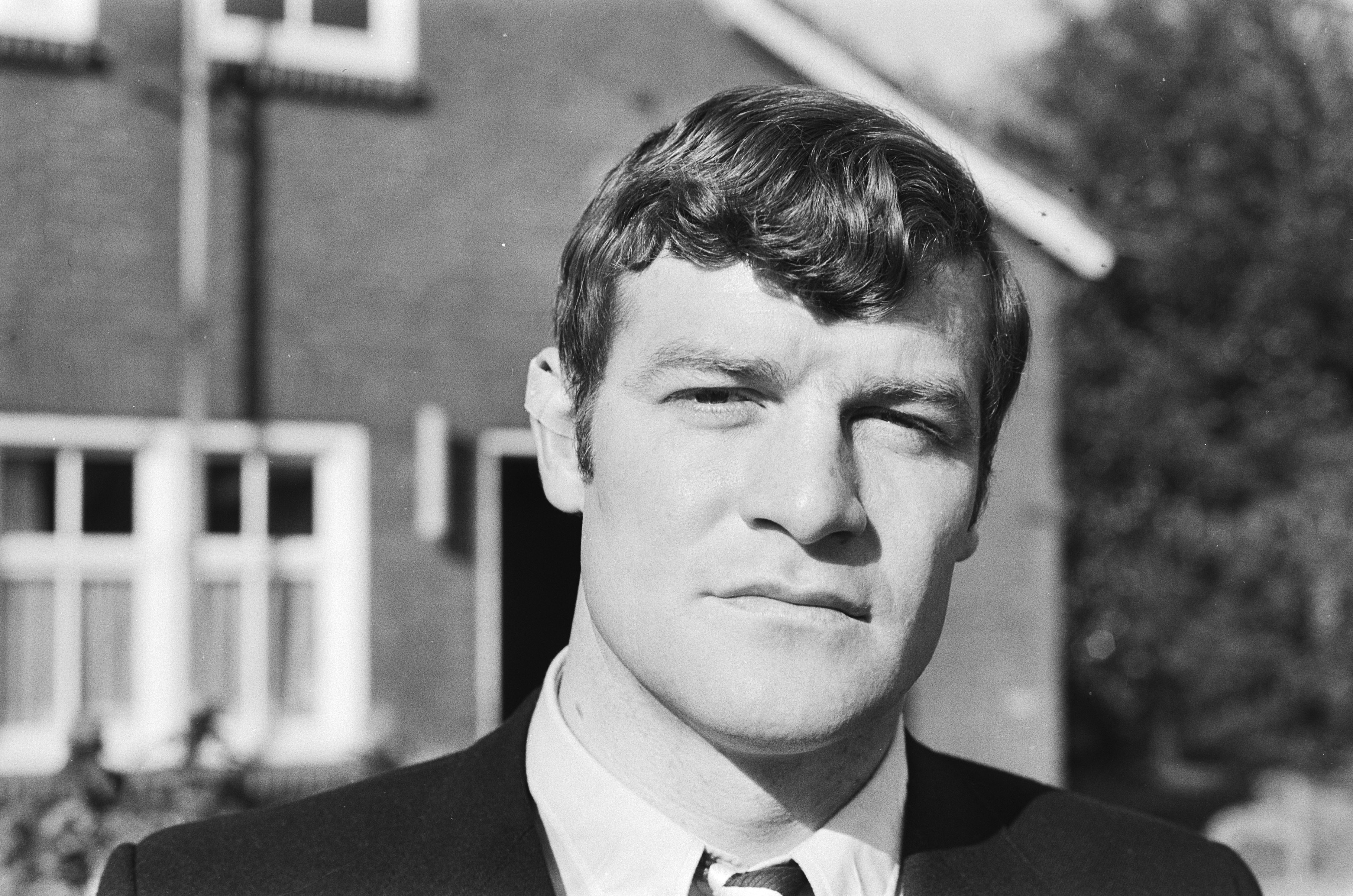
Johan Devrindt (aanvaller)
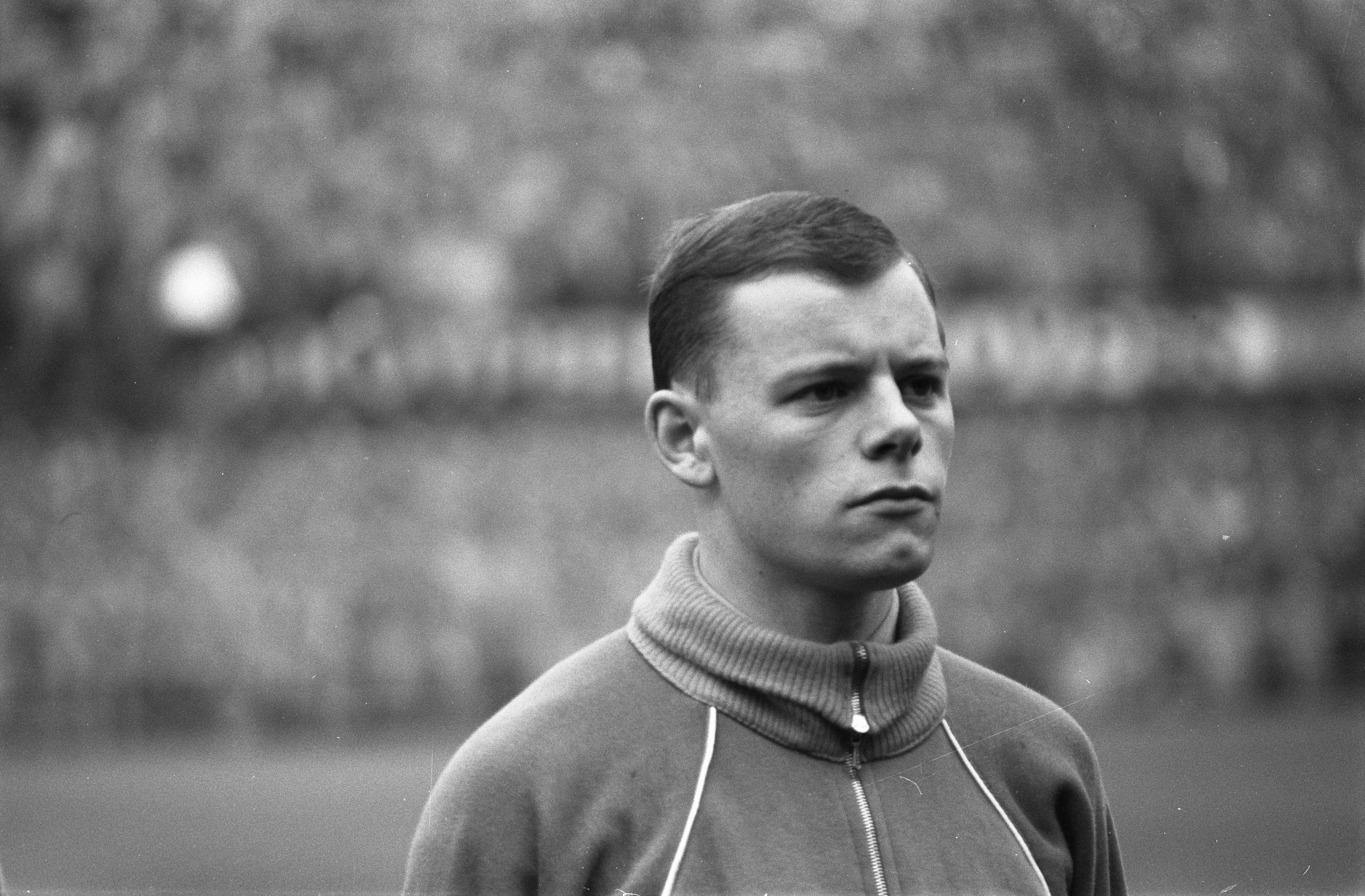
Gerard Bergholtz (aanvaller)
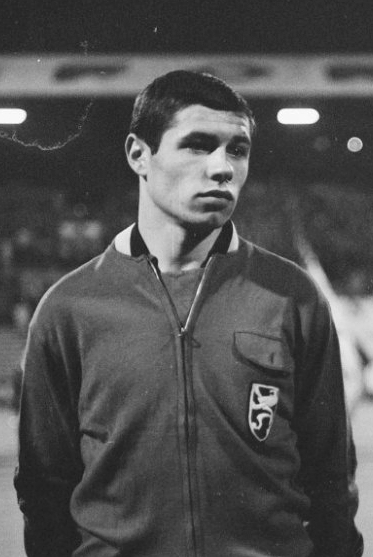
Wilfried Puis (aanvaller)
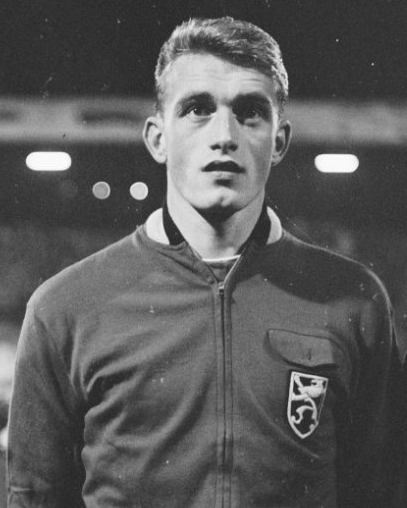
Paul Van Himst (aanvaller)
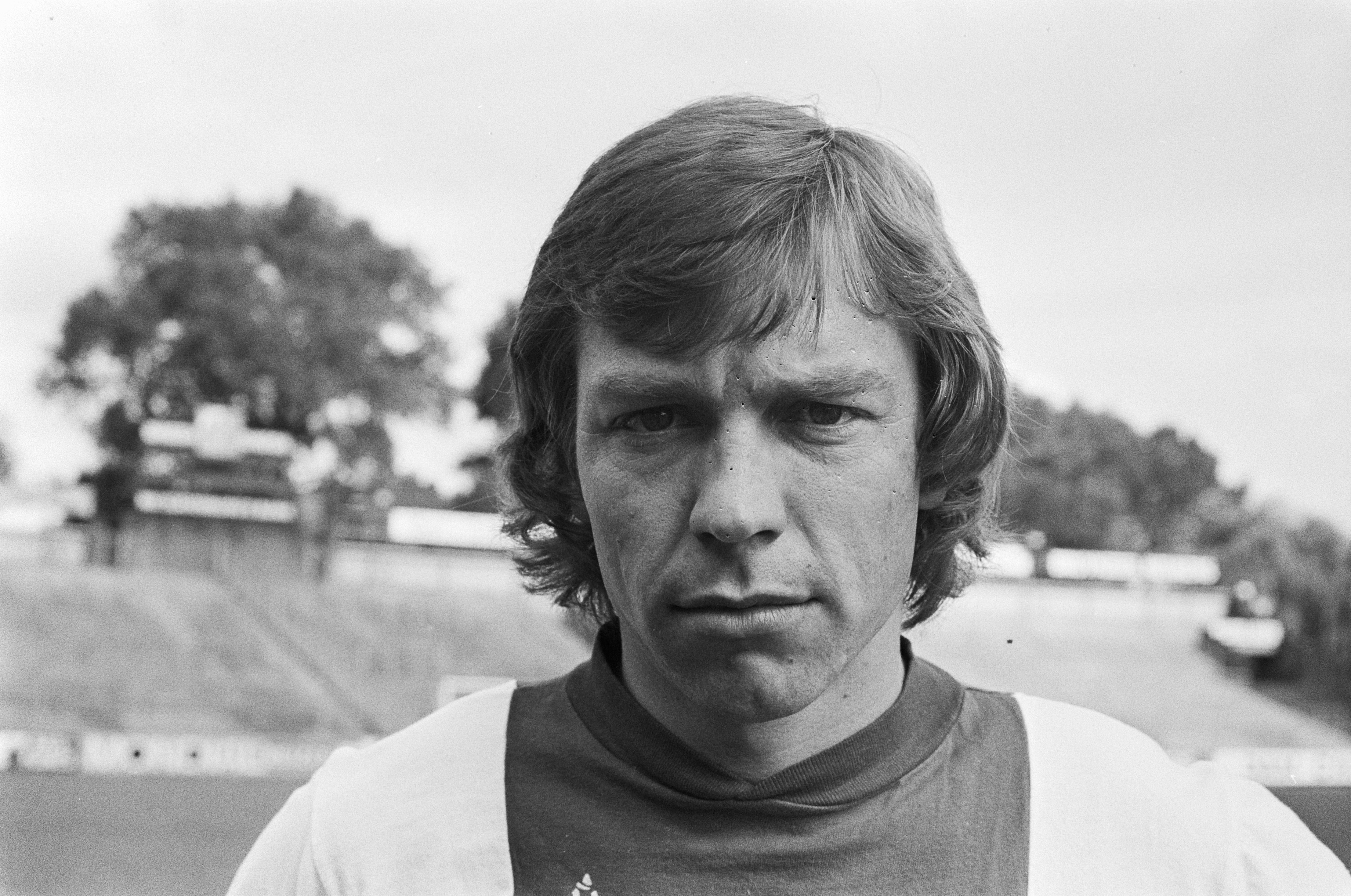
Jan Mulder (aanvaller)